# Włodzimierz Filipkowski
Włodzimierz Filipkowski (ur. 16 września 1898 w Olwiopolu na Ukrainie – zm. 22 maja 1974 w Warszawie) – inżynier kolejowy, żołnierz Polskiej Organizacji Wojskowej i Armii Krajowej.
Był synem inżyniera kolejowego i działacza niepodległościowego Józefa Saturnina Filipkowskiego (1848-1921) i Zofii z Jaxa -Kwiatkowskich (1864-1931), bratem działaczki niepodległościowej i dyrektorki programowej Polskiego Radia w Wilnie Wandy Pełczyńskiej (1894-1976) i architekta Stanisława (1896-1964).
Ukończył gimnazjum w Warszawie (1915) i Politechnikę Warszawską jako inżynier dróg i mostów (1922). Podczas studiów członek Polskiej Organizacji Wojskowej – w 1918 służył w baonie warszawskim POW a następnie jako ochotnik w Wojsku Polskim (1918-1920) – uczestnik wojny polsko-bolszewickiej. Po ukończeniu studiów pracował jako kierownik robót firmy „Tri” na Górnym Śląsku, następnie przy budowie kolei Kutno-Płock. Naczelnik oddziału budowy kolei Śląsk-Gdynia (1926-1932)a potem kolei Warszawa-Radom (1933-1934). Od 1934 był dyrektorem technicznym firmy budowlanej „Zapory i Roboty Hydrauliczne", budującej m.in. zaporę w Rożnowie. Członek warszawskiego oddziału Stowarzyszenia Techników Polskich.
Podczas II wojny światowej oficer w Komendzie Głównej Armii Krajowej, służył w Oddziale IV (Kwatermistrzowskim) w Wojskowym Biurze Komunikacyjnym. Uczestnik Powstania Warszawskiego. Wyszedł z ludnością cywilną. Po wojnie pracował nad odbudową zniszczonych obiektów kolejowych w obrębie warszawskiego węzła kolejowego.

## Odznaczony
- dwukrotnie złotym Krzyżem Zasługi (1936 i 1948)[2],
- Medalem Niepodległości,
- Medalem za Wojnę.